# De kaartendans
De kaartendans is het zevenenvijftigste stripverhaal uit de reeks van Suske en Wiske. Het is geschreven en grotendeels getekend door Willy Vandersteen. Het werd gepubliceerd in De Standaard en Het Nieuwsblad van 7 maart 1962 tot en met 13 juli 1962. 
De eerste albumuitgave was in 1962, in de Vlaamse tweekleurenreeks met nummer 46. In 1970 verscheen het verhaal in de Vierkleurenreeks met albumnummer 101. De geheel oorspronkelijke versie verscheen in 1998 nog eens in Suske en Wiske Klassiek.

## Personages
- Suske, Wiske met Schanulleke, tante Sidonia, Lambik, Jerom, B. Hucht (marktkoopman), opkoper, Tobias, Dolleke, Anne-Marie Van Zwollem, Van Zwollem, markies Matuvu, tovenaar, betoverde speelkaarten

## Het verhaal
Wiske, Suske en tante Sidonia bezoeken de Oude Markt. Wiske ziet in een van de stands een grote speelkaart, een ruitendame, die tranen op de wangen heeft. Niemand gelooft Wiske als ze dit aan anderen vertelt. Als tante Sidonia de kaart voor Wiske wil kopen, komt er ineens een onbekende man tussenbeide. Hij wil de kaart absoluut zelf hebben en er ontstaat een ruzie. B.Hucht, de koopman, besluit de kaart dan maar helemaal niet te verkopen. Diezelfde nacht nog verdwijnt de kaart uit zijn opslagplaats in het huis van Hucht. Er is een kort briefje en 5000 frank achtergelaten, waarschijnlijk door de onbekende bieder van de markt. De vrienden sporen deze man later op in een herberg.
Suske en Wiske zoeken Tobias en Dolleke op, die na hun vorige avontuur een gezin hebben gesticht. Tobias helpt hen zoeken naar de opdrachtgever van de man die op de markt bood. Dit blijkt een andere bekende te zijn, Anne-Marie van Zwollem. Haar vader speelt dat hij een markies is. Ook is hij met een metaaldetector op zoek naar een holle ruimte. De Ruiten Dame hangt intussen in het kasteel van de Van Zwollems. Vader Van Zwollem krijgt een ongeluk met een raket waarmee hij naar de maan had willen vliegen. Terwijl de vrienden hem verzorgen, vertelt hij hun over de markies Matuvu die in 1717 een ruitendame op het water zag drijven. Er is een legende over een geheime gang naar een betoverd kasteel op de bodem van de vijver. Met de detector was hij daarnaar op zoek.
Nog steeds gelooft niemand behalve Wiske dat de kaart echt huilt. Wiske duikt als eerste in de vijver op zoek naar het kasteel. Suske vindt de geheime gang, want door de ontploffing van de raket is de ingang zichtbaar geworden. Om middernacht gebeurt er iets wonderbaarlijks in het speelkaartenkasteel: de kaarten dansen. Een tovenaar die dit kasteel bewoonde speelde met de kaarten en wekte die met zijn toverkracht tot leven. Na zijn dood lieten de kaarten zichzelf samen met het kasteel naar de bodem van de vijver zinken. De joker blijkt samen met de zwarte kaarten – de schoppen en klaveren – de macht gegrepen te hebben. Ze hebben de rode speelkaarten – dus de harten en ruiten – gevangengenomen. De ruitendame heeft zich opgeofferd, zij is naar de mensenwereld gegaan om hulp te zoeken. Als de joker dit ontdekt, geeft hij de schoppen en klaveren opdracht om van de ruitendame een "doorgestoken kaart" te maken.
Lambik en Jerom krijgen 's nachts een visioen waarin de ruitendame hen waarschuwt dat Suske en Wiske in gevaar zijn. De twee gaan nu ook naar het kaartenkasteel onder water, en ze weten daar de gevangen ruiten en harten te bevrijden. Om middernacht veranderen de kaarten weer in levende wezens en ze voorkomen net op tijd dat de vrienden op bevel van de joker worden onthoofd: de hartenheer en ruitendame komen binnen, en de toverkracht van de joker is hiermee verbroken. De joker mag hierna nooit meer meedoen in een edel kaartspel (zoals whist). 
De hartenheer brengt Suske, Wiske, Lambik en Jerom in slaap en laat daarna het kasteel in de bodem wegzinken. De vier vrienden worden wakker in het kasteel van de Van Zwollems en vertellen tante Sidonia over hun "collectieve droom". De ruitendame hangt nog gewoon op haar plaats en de geheime gang blijkt te zijn dichtgemetseld. 
Het lijkt dus alsof het hele avontuur in het paleis met de kaarten enkel een droom was. Niemand weet inmiddels dat de kaart van de ruitendame nu elke nacht tussen twaalf en één glimlacht.

## Thematiek
Het hoofdthema van dit verhaal is dat de werkelijkheid meer omvat dan een kaal materialisme: alleen Wiske gelooft aanvankelijk  in een wereld 'van wonderen' waarin Ruiten Dame, een kartonnen kaart, kan leven. De andere hoofdpersonages houden gedurende dit verhaal vast aan een 'hard materialisme', dat wil zeggen dat er niets is buiten datgene wat men ziet en hoort. De visie van Wiske krijgt uiteindelijk de overhand. 
De diepere betekenis van het verhaal is aldus een botsing tussen twee werkelijkheidsvisies.

## Variant
- Op de tweede strook, waarin Suske en Wiske op de rommelmarkt zijn, zegt Wiske: "Zo'n voddenmarkt heeft een eigen atmosfeer waar vele mensen een oplossing zoeken voor hun problemen". Op de tekening staat een karikatuur van Charles de Gaulle te lezen in Reizen naar Algerije. 1962, het jaar waarin dit stripverhaal werd getekend, was ook het jaar van de Algerijnse Onafhankelijkheidsoorlog.
- Er wordt verwezen naar Joeri Gagarin en John Glenn, de eerste Rus respectievelijk de eerste Amerikaan die in de ruimte waren, door Van Zwollem als die zelf als eerste naar de maan wil vliegen. Neil Armstrong kwam in werkelijkheid als eerste mens op de maan, maar dit was zeven jaar nadat dit album is verschenen.
- De naam van de Markies Matuvu is afkomstig van de Franse uitdrukking « M’as-tu-vu ». Letterlijk vertaald betekent dit “Heb je mij gezien?”. Figuurlijk slaat deze uitdrukking op personen die genieten van aandacht en er ook alles aan doen om in de spotlichten te staan.
- Wiske overtuigt Suske met haar mee te gaan door zich als Conny Froboess te verkleden, een zangeres waar hij blijkbaar een zwak voor heeft.
- Een levensgrote ruitenvrouw speelt ook een rol in de film The Manchurian Candidate die in het zelfde jaar uitkwam.

## Vertalingen
Het album is ook in de volgende talen uitgegeven:
- Chinees
- Engels (Willy & Wanda - Dancing Cards).
- Frans (Bob et Bobette - La dame de carreau).
- Limburgs (Suske en Wiske - De joker aafgetroef).
- Portugees (Bob e Bobette - A dama de ouros).
- Zweeds (Fin och Fiffi - Det hemlighetsfulla slottet).
- Noors (Finn & Fiffi - Det hemmelighetsfulle slottet).